# Песнеца
Пе́снеца — река в России, протекает по Плюсскому району Псковской области. Река вытекает из озера Песно. Устье реки находится в 253 км от устья Плюссы по правому берегу. Длина реки составляет 6 км.
Недалеко от реки расположены деревни Андромер и Остров Запольской волости.

## Данные водного реестра
По данным государственного водного реестра России относится к Балтийскому бассейновому округу, водохозяйственный участок реки — Нарва. Относится к речному бассейну реки Нарва (российская часть бассейна).
Код объекта в государственном водном реестре — 01030000412102000026741.

## Топографическая карта
- Лист карты O-35-60 Заплюсье. Масштаб: 1 : 100 000. Состояние местности на 1977 год. Издание 1980 г.